# Nihon Kohden
Nihon Kohden Corporation (日本光電工業株式会社?, Nihon Kōdenkōgyō Kabushiki-gaisha) è un produttore giapponese di dispositivi medicali, specializzato in elettronica applicata alla medicina.

## Storia
Fondata nel 1951 da Yoshio Ogino è nota tra le altre cose per aver inventato e brevettato nel 1972, grazie al progettista Takuo Aoyagi, il pulsimetro. Due anni più tardi venne sviluppato l'ossimetro utilizzato nelle sedute di anestesia generale.
La combinazione di pulsimetro e ossimetro è il pulsossimetro, detto anche saturimetro.

## Prodotti
L'azienda produce elettroencefalografi, elettromiografi, elettrocardiografi, defibrillatori, monitor e sistemi di monitoraggio per pazienti, con filiali in tutto il mondo. È il più grande produttore mondiale di elettrocardiografi.